# Hida (Gifu)
Hida (飛騨市 Hida-shi?) es la ciudad más al norte de la Prefectura de Gifu, Japón. Recibe su nombre de la histórica provincia de Hida, que se concentró en la misma área.
El oficial kanji para la ciudad es de hecho 飛驒, que utiliza la antigua representación del carácter 騨. Sin embargo, los caracteres 驒 no están incluidos en la lista oficial de caracteres utilizables (según lo decidido por el Ministerio de Comunicaciones y Asuntos Internos), por lo que el carácter 騨  se utiliza a menudo fuera de la ciudad.
Para julio de 2011, la ciudad tiene una población estimada de 26 403 habitantes y una densidad de población de 33 personas por km². La superficie total es de 792,31 km ².

## Historia
La ciudad moderna de Hida se estableció el 1 de febrero de 2004, a partir de la fusión de las ciudades de Furukawa y Kamioka, y los pueblos de Kawai y Miyagawa (todas ellas del distrito de Yoshiki).

## Geografía
La ciudad está situada en la parte norte de la meseta de Hida. La ciudad es geográficamente dividida a dos áreas, la oriental y la occidental. El Rio Takahara fluye a través de la mitad oriental de la ciudad y el Río Miya a través de la mitad occidental (ambos ríos forman parte del sistema fluvial del río Jinz). Una región montañosa separa los dos lados y la población generalmente se agrupa generalmente alrededor de los dos valles del río.
Gran parte del área dentro de los límites de la ciudad está cubierta de bosques. Hay muchas montañas que alcanzan más de 305 m (1.000 pies), aunque algunas cumbres de las montañas Hida  llegan aún más alto, superando los 610 m (2.000 pies).

## Economía
Las dos principales economías tradicionales de la ciudad son la producción de sake y las velas japonesas. La zona de Furukawa de la ciudad, es conocida por estas dos artesanías, aunque la sección de Kamioka también es conocida por su producción de sake.

## Festivales en Hida
El Festival de Furukawa, es un festival famoso en la Prefectura de Gifu, se celebra cada abril.

## Observatorio de neutrino
El observatorio de neutrinos Super-Kamiokande, junto con el centro de procesamiento de datos (Kamioka Observatory) está localizado en Kamioka desde 2002.

## Transporte

### Ferrocarril
JR Central tiene siete estaciones dentro de Hida a lo largo de la línea principal de Takayama. La estación principal de la ciudad es la Estación Hida-Furukawa. Las otras seis estaciones se encuentran al norte de Hida-Furukawa y están en orden: Sugisaki, Hida-Hosoe, Tsunogawa, Sakakami, Utsubo y Sugihara.

### Carretera
La autopista principal que atraviesa la ciudad es la autopista Tōkai-Hokuriku, el cual conecta las ciudades de Nagoya y Gifu con Toyama. Cuatro carreteras nacionales atraviesan también la ciudad: Rutas Nacionales 41, 360, 471 y 472.

## Municipios vecinos
- Prefectura Gifu
  - Takayama, Shirakawa (Distrito Ōningún).
- Prefectura Toyama
  - Toyama, Nanto.